# Platyrhabdus nervellator
Platyrhabdus nervellator är en stekelart som beskrevs av Horstmann 1998. Platyrhabdus nervellator ingår i släktet Platyrhabdus och familjen brokparasitsteklar. Inga underarter finns listade i Catalogue of Life.